# アイス・バケツ・チャレンジ

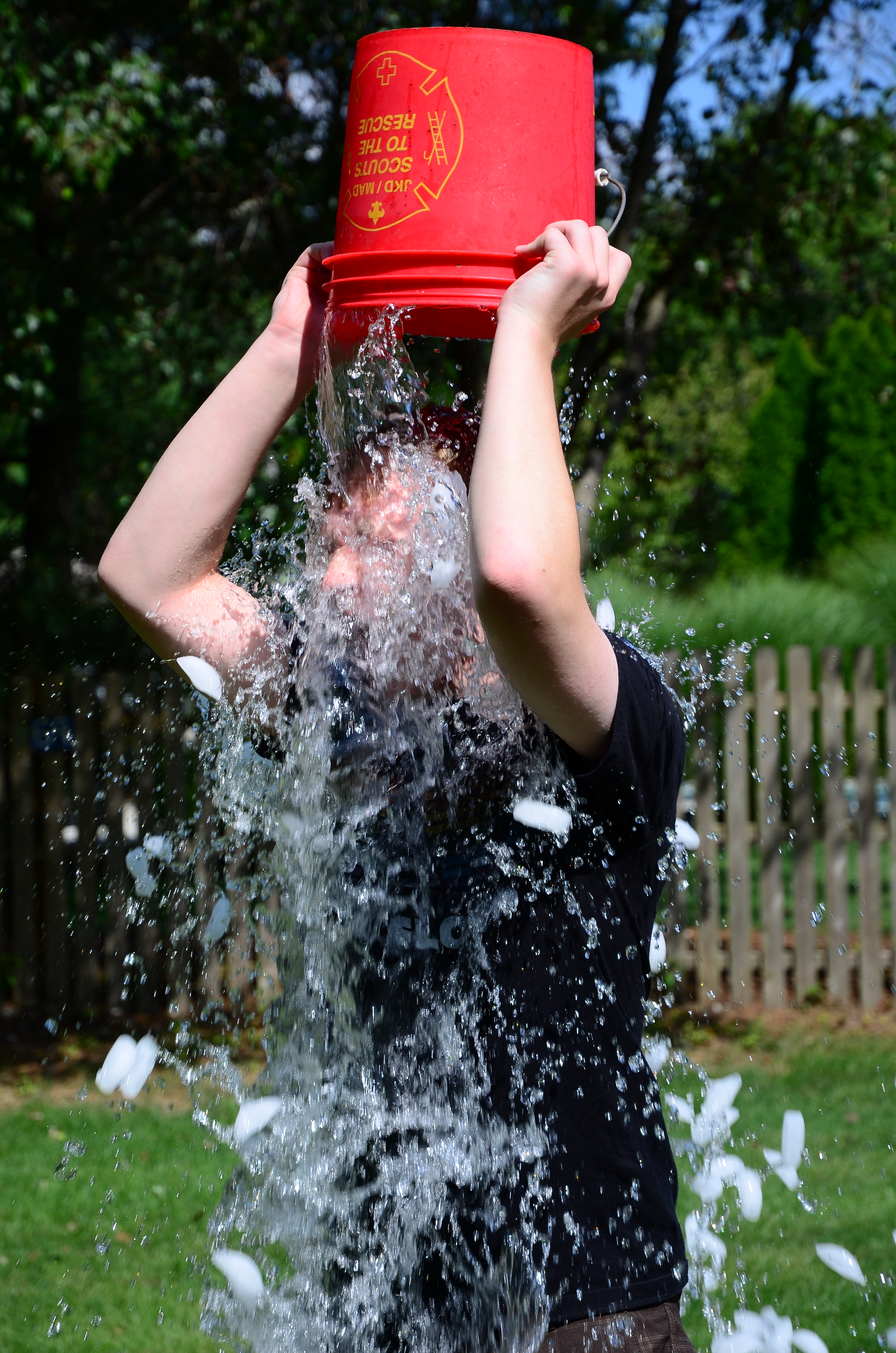
アイス・バケツ・チャレンジを行う人物

- アイス・バケツ・チャレンジ
- アイス・バケット・チャレンジ

アイス・バケツ・チャレンジ (英: ice bucket challenge) あるいはALSアイス・バケツ・チャレンジ (英: ALS ice bucket challenge) は、筋萎縮性側索硬化症 (ALS) の研究を支援するため、バケツに入った氷水を頭からかぶるか、またはアメリカALS協会に寄付をする運動。2014年にアメリカ合衆国で始まり、Facebookなどのソーシャルメディアや、動画共有サイトのYouTubeなどを通して社会現象化し、他国にも広まっている。参加者の中には各界の著名人や政治家も含まれており、寄付金の増加やALSの認知度向上に貢献している。

## 起源
慈善運動のための資金調達の方法として氷水をかぶるという運動は以前より行われているが、起源については複数の説はあるもののはっきりしていない。そのひとつとして、2013年から2014年の冬の間、「コールド・ウォーター・チャレンジ」(cold water challenge) と呼ばれる運動がアメリカのソーシャルメディア上で人気となった。そこには冷たい水に飛び込むか、がん研究のための寄付をするかのどちらかを選ぶという指示が含まれていた。日本でも2014年6月までに「アイスウォーターチャレンジ」として紹介されており、ローライダー愛好者の間で広まっていた。そこでは、アメリカのローライダー・カー・クラブ (Lowrider Car Club) が発祥と紹介されていた。
その頃、アメリカでは7月にゴルファーのクリス・ケネディが友人の指名を受け氷水をかぶり、米 ALS 協会を寄付先に選び、ALS 患者を夫にもつ彼の従姉妹を次に氷水をかぶる人物として指名した。そこから患者を含む ALS コミュニティに関わる人物を中心に徐々に広まっていった。そして、ともに ALS 患者である元大学フットボール選手のコーリー・グリフィンと元ヨーロッパのプロ野球選手のピート・フレイツの2人がこれを行い動画を公開したことにより、爆発的に広まった。氷水はアメリカのスポーツ界では「祝福」を意味し、フレイツを元気付けたいという思いからフレイツの父親が氷水を頭からかぶった。ピート・フレイツは2019年12月9日34歳で死去、友人のコーリー・グリフィンは2014年8月16日事故で死去している。
フェイスブック社の調査によると、この運動はボストンを中心に広がった。8月18日現在、フェイスブックでの投稿やコメントなどを通してキャンペーンに参加した人は2,800万人以上、シェアされたビデオは240万本に達する。また、参加人数の多い国はアメリカが1位で、以下オーストラリア、ニュージーランド、カナダ、メキシコと続いている。

## ルール
1. まず「アイス・バケツ・チャレンジ」を受けることを宣言し、続いてバケツに入った氷水を頭からかぶり、そして次にこのチャレンジを受けてもらいたい人物を2人から3人程度指名する。
2. この様子を撮影した動画をフェイスブックやツイッターなどのソーシャルメディアで公開してチャレンジ完了となる。
3. 指名された人物はチャレンジを受ける場合、氷水をかぶる、または100ドルをALS協会に寄付する、あるいはその両方を行うのいずれかを24時間以内に選択する[9]。

ただし、氷水を頭からかぶることや寄付をすることは強制ではなく、日本ALS協会も公式サイトや報道を通じて「無理はしないように」と要請している。

## 影響と運動の拡大
この運動は全米で大きな反響を呼び、各界の著名人も積極的にこの運動に関わっている。フェイスブックCEOマーク・ザッカーバーグより指名されたマイクロソフト元会長ビル・ゲイツはこのために氷水をかぶる装置を制作、それを使い氷水をかぶる様子を動画に公開した。また20名以上のケネディ一族が一斉に氷水をかぶった際、その中の一人エセル・ケネディ（ロバート・ケネディの妻）は次に氷水をかぶる人物として大統領のバラク・オバマを指名。オバマは氷水をかぶる代わりに寄付をすることを表明した。そのほか多数の人物が氷水をかぶり、そして寄付をしたことにより、米ALS協会は7月29日からの3週間で1,330万ドルの寄付金を集めた。前年同時期の同協会への寄付額は3万2,000ドルだった。
これに対し、米ALS協会では「ほとんどの人はALSについて認識が乏しく、資金集めはとても困難だった」「こんな奇抜な方法で支援の輪が広がるとは、感激だ」と述べた。
日本国内では、8月16日にSHELLYがチャレンジを行ったことを発表した頃から著名人のチャレンジが相次ぎ、孫正義や山中伸弥などが氷水をかぶるなど、広がりを見せている。日本ALS協会には8月18日から22日の間に、前年1年間の募金額に匹敵する394万円の募金が集まった。またその年を象徴する言葉を選出する「新語・流行語大賞」の候補50語に選出された。日本ALS協会は公式サイトによると、「アイス・バケツ・チャレンジ」で約3755万円（14年11月末現在）の寄付が集まり、同協会への寄付金は過去20年で約7688万円であることから、この活動により過去20年間の半分近くの金額が集まったことになる成果があったとしている。
一方で、運動が拡大するにつれてパフォーマンスとしての奇抜さを競う者たちが出現し、事故を招いた事例もある。アメリカでは消防車を利用して水を浴びるパフォーマンスを行った活動に協力していた消防士4人が誤って電線に接近して感電し、重体だった1名が翌月死亡したほか、イギリスでは18歳の少年が崖から池に飛び込み死亡した。スペインでは51歳のベルギー人男性が空中消火用の航空機から1,500リットルの散水を受けるパフォーマンスを行ったが重傷を負い、病院に搬送された。8月22日には、ドイツ野党の同盟90/緑の党党首ジェム・オズデミルが氷水をかぶった動画を投稿したが、その中に大麻が写っていたことから波紋を呼んだ。ドイツでは一部例外を除き、大麻の栽培は違法だが、緑の党は大麻解禁を主張しているため、確信犯ではないかと指摘された。
2015年、俳優のヒュー・ジャックマンが、この活動による支援の継続を目的として、1年遅れでチャレンジしたことを自身のインスタグラムとツイッターで報告した。

### 派生した運動
この運動が広まるにつれて、チャレンジ内容や目的に変化を加えたものが登場するようになった。
イスラエル軍によってガザが侵略されているパレスチナ自治区では、水も、氷を作る電力も不足しているため、パレスチナ人ジャーナリストのアイマン・アルールは、イスラエル軍の攻撃によって破壊された家屋のがれきを頭からかぶるチャレンジを行い、ガザへの連帯を訴えた。アルールは次のチャレンジャーを指定しなかったが、これに共感したアラブ諸国の人々によって、がれきチャレンジは広がっている。
水不足に苦しむ南アジアでは、氷水をかぶる代わりにバケツ一杯分の米を集め、必要としている人に寄付する運動「ライス・バケツ・チャレンジ」や災害で家を失った人にバケツ1杯の物資を支援する「フィル・ザ・バケツ・チャレンジ」が始まっている。南アジアにおいてはアイス・バケツ・チャレンジは水の無駄遣いであると批判されていたが、ライス・バケツ・チャレンジの考案者は「（ライス・バケツ・チャレンジなら）食料を必要な人に届けることができる上、水を無駄にすることもない」としている。

## 賛否

### 賛成
アメリカのニュースサイト『ゴーカー・メディア』の元編集者でバイラル現象の専門家でもあるニートゼン・ジマーマンは「ネットのチャレンジ好きな特性とチャリティ活動を結びつけた」ことを評価している。
アイス・バケツ・チャレンジ自体は ALS の周知活動ではあるが、なかなか話題にならない他の難病（特定疾患）に目を向けてもらう契機にもなりうるとの評価がある。

### 反対
アイス・バケツ・チャレンジに対しては、氷水をかぶることは単なる「社会貢献ごっこ」に過ぎないという批判や、有名人や企業が自らの宣伝や売名のために参加しているだけで ALS 治療への貢献にはつながっていないという声もある。
武井壮やビートたけしは、チャレンジの趣旨に理解を示しつつも自らはチャレンジへの参加を拒否した。また鬼龍院翔は、寄付はするが次の指名はしないことを表明した。
2014年の夏に深刻な水不足になっているカリフォルニア州などでは、チャレンジは水の無駄であるという意見も出ており、カリフォルニア州政府はチャレンジへの参加は水の無駄遣いであるとして1人あたり500ドルの罰金を科した。
ペンシルベニア大学准教授のジョナ・バーガーは ALS の認知度を高めるという趣旨には同意しつつも、社会的意義がある行為を拒否することは難しく、このチャレンジを頼まれた者は断りづらくなると評している。
アメリカ合衆国国務省は、在外の大使や外交官に対し、チャレンジに参加することを禁じる通達を出した。この通達では、エイズやマラリア、結核・天然痘・ポリオ、さらにエボラ出血熱など、ALS 以外の疾病に対しても国として支援を行っていることを挙げ、政府高官という立場の者がこれらの中で ALS だけを特別扱いすることには問題があると指摘している。また、同様の理由で国防総省は全ての軍人および職員に、下院は所属議員に、それぞれチャレンジに参加しないよう求めた。
サムスン電子のイギリス法人は自社の防水スマートフォンGalaxy S5に氷水を浴びせ、iPhone 5sなど他社製の防水でない端末を次のチャレンジ者として指名したが、チャリティ活動を単に自社の広告のために利用したと批判されている。

## 成果
この運動によって集まった資金でプロジェクトMinEというALSの研究プロジェクトが立ち上がり、プロジェクトMinEによってNIMA関連キナーゼ1(NEK1)というALS治療における重要な遺伝子が発見された。
2018年12月から慶応義塾大学の研究チームは、筋萎縮性側索硬化症の治療につながる候補薬として、患者のiPS細胞から神経細胞をつくり病気を再現しパーキンソン病の薬であるロピニロール塩酸塩（商品名：レキップ錠）に効果を発見し、患者に投与する臨床試験（治験）を始した。2021年5月20日、治験の結果が発表され、病気の進行をおよそ7ヶ月遅らせることができ、家族性ALSの患者だけでなく、ALSの大多数を占める孤発性の患者のおよそ70％にも効果がある可能性が示された。同研究は「アイス・バケツ・チャレンジ」により日本ALS協会に寄せられた寄付の一部から研究費の交付を受けており、Natuer誌に掲載された論文の謝辞にIBC grant from the Japan ALS Associationと明記されている。
2022年9月、本チャレンジで集まった寄付金を活用して開発されたALS治療薬「AMX0035」がアメリカ食品医薬品局（FDA）において承認されたことを発表した。アメリカALS協会会長のカラニート・バラスは「ALSを治療するには、まだ多くの課題が残っていますが、この新しい治療法はその闘いにおける重要な一歩になる」とのコメントを出した。
2022年9月現在、前述の「AMX0035」以外にも世界12か国で研究されている130のプロジェクトや開発段階にある40の潜在的な治療法にも本チャレンジの寄付金が活用されている。